# Station Bathgate
Bathgate is een spoorwegstation in Bathgate in Schotland. Het huidige station dateert uit 2010 en vervangt het station uit 1986.